# بني صاف
بني صاف هي مدينة بولاية عين تموشنت تطل على البحر الأبيض المتوسط، وتشهد عددا هائلا من السواح الأجانب منذ زمن ليس ببعيد، وهي ذات كثافة سكانية كبيرة، تتميز بميناء كبير تستقبل فيه البواخر المحملة بمختلف أنواع الأسماك، وتطل معظم شواطئها على جزيرة متوسطة، يوجد بها ضوء أحمر اللون يشتغل بواسطة الطاقة المستمدة من الشمس، ولا يلاحظ هذا الضوء إلا مساء.
تعتبر مدينة بني صاف حاضرة من حواضر الغرب الجزائري ويعود تاسيسها للحقبة الاستعمارية وهناك من يقول انها أقدم من ذلك بكثير. وقد عمد الاستعمار الفرنسي إلى إنشاء مصنعين ضخمين لاستخراج المعدن ثم تحويله ومن ثم تصدير عبر مناء المدينة مستخدما السكك الحديدية كما يوجد بالمدينة منجم لاستخراج الفوسفات ومصنع جد ضخم لإنتاج الاسمنت واخر للصناعات الخشبية وبها وحدة لتعليب الأسماك.
مدينة بني صاف جد جميلة خاصة في فصل الربيع فهي ما زالت تحافظ على عمارتها الأوروبية الجميلة كما تتخلل المدينة عدة غابات كثيفة من الصنوبر والاوكاليبتوس وغيرها. ومدينة بني صاف انشئت في منطقة جبلية مما يجعل شكل المدينة غير مرتب ولكنه يضفي غليها طابعا خاصا حيث انها لا تبعث على الملل مثل باقي المدن.

كما ان بني صاف يطلق عليها اسم الغارافة كونها على شكل ملعقة تقديم الاكل

## الشوارع
- شارع فلسطين

## أعلام
- عبد الغني جداوي
- برنار هنري ليفي
- جان سيناك
- جوزيف غونزال